# چاتین (کوه)
چاتین (ارمنی: Չաթին) کوهی که در استان‌های تاووش و لوری در کشور ارمنستان واقع شده است و ۲٬۲۴۴ متر از سطح دریا ارتفاع دارد. 